# Sofonisba (reina de Numídia)

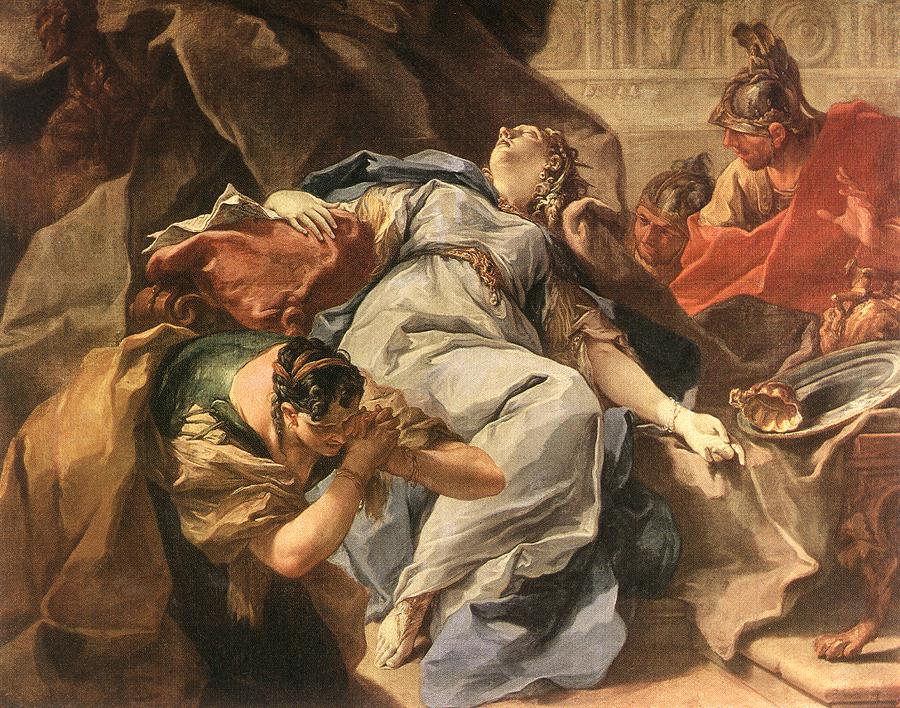
La mort de Sofonisba, per Giambattista Pittoni (~1730)

Sofonisba (Sophonisba, Σοφόνισβα o Σοφόνιβα) era filla del general cartaginès Hasdrúbal que la va prometre de molt jove al príncep númida Masinissa; quan Hasdrúbal va voler guanyar per a la seva causa el rei Sifax, li va oferir la mà de Sofonisba, que sembla que era una noia d'extraordinària bellesa i encara que el general romà Publi Corneli Escipió Africà  va fer interessants ofertes a Sifax, aquest finalment va optar per l'aliança cartaginesa a canvi de la noia, amb la qual es va casar l'any 206 aC.
Per la seva influència ,Sifax va ajudar fins al final els cartaginesos i encara va aixecar un nou exèrcit després de la destrucció del seu primer exèrcit en l'atac que, per sorpresa, van fer els romans una nit al campament númida, que van incendiar; però derrotat finalment per Masinissa que va ocupar la seva capital Cirta, Sofonisba va caure en mans del vencedor; Masinissa la volia per a ell i per lliurar-la de la captivitat que li esperava amb els romans, es va casar amb ella; però Escipió, que tenia por que exercís la mateixa influència sobre Masinissa que abans sobre Sifax, no va ratificar l'acord i va exigir el lliurament de la princesa; no podent evitar complir l'ordre del romà, Masinissa va proporcionar a la seva dona una dosi de verí per evitar la humiliació de la captivitat. Sofonisba es va prendre el verí sense dubtar i va morir.
La història de Sofonisba va inspirar les obres homònimes de Jean Mairet, Corneille i Voltaire.